# Godzilla Minus One
Godzilla Minus One (jap. ゴジラマイナスワン Gojira Mainasu Wan) – japoński film typu kaijū w reżyserii Takashi Yamazakiego. Jest to 37. film opowiadający o Godzilli i 33. wyprodukowany w całości w Japonii. Zdjęcia kręcono w Tokio.

## Fabuła
W 1947 roku Japonia, wyniszczona przez II wojnę światową, musi stawić czoła atakowi Godzilli – prehistorycznego potwora sprowokowanego przez próby jądrowe na atolu Bikini. Z racji napiętej sytuacji geopolitycznej, kraj nie może liczyć na wsparcie Stanów Zjednoczonych ani Związku Radzieckiego. Podczas gdy monstrum demoluje Tokio, grupa naukowców i weteranów wojennych opracowuje plan jego zlikwidowania.

## Obsada
| Postać            | Aktor             | Polski dubbing     |
| ----------------- | ----------------- | ------------------ |
| Kōichi Shikishima | Ryūnosuke Kamiki  | Ignacy Martusewicz |
| Noriko Ōishi      | Minami Hamabe     | Julia Borkowska    |
| Shirō Mizushima   | Yūki Yamada       | Mikołaj Śliwa      |
| Sōsaku Tachibana  | Munetaka Aoki     | Tomasz Olejnik     |
| Kenji Noda        | Hidetaka Yoshioka | Mateusz Kwiecień   |
| Sumiko Ōta        | Sakura Andō       | Agata Grzymała     |
| Yōji Akitsu       | Kuranosuke Sasaki | Bartosz Martyna    |
| Tatsuo Hotta      | Mio Tanaka        | Cezary Kwieciński  |
| Akiko             | Sae Nagatani      | Łucja Krylik       |
| Akio Itagaki      | Kisuke Iida       | Janusz Wituch      |

Źródło:

## Wydanie
Godzilla Minus One miał uroczystą premierę 18 października 2023 roku w kinie Toho Cinema w budynku Shinjuku Toho w Tokio. Film był utworem zamykającym 36. Międzynarodowy Festiwal Filmowy w Tokio 1 listopada 2023 roku, gdzie został pokazany z angielskimi napisami. Następnie 3 listopada film został wydany w całej Japonii, aby uczcić 70. rocznicę powstania serii. Film został wyemitowany w 500 kinach w całym kraju – w tym w formatach IMAX, Dolby Cinema, 4DX, MX4D i ScreenX – co czyni go jedną z największych dotychczas krajowych dystrybucji Toho. 23 listopada w wybranych japońskich kinach ukazała się także anglojęzyczna wersja z napisami.
Godzilla Minus One pojawił się 1 grudnia 2023 roku w kinach amerykańskich i europejskich. Kraje te obejmowały Austrię, Niemcy, Liechtenstein, Luksemburg, Szwajcarię kraje Beneluksu, Francję, Włochy, kraje nordyckie, Polskę i Hiszpanię.
W maju 2024 roku film trafił na serwis streamingowy Prime Video wyłącznie w Japonii. 1 czerwca tego samego roku otrzymał dystrybucję streamingową w serwisie Netflix na pozostałe rynki. Na potrzeby polskiego oddziału powstał dubbing, zrealizowany przez Hiventy Poland w reżyserii Michała Podsiadły.
W lutym 2024 roku pojawiła się czarno-biała edycja filmu „G-1.0/C”. Oprócz samej zmiany saturacji wprowadzono dodatkowe zmiany wizualne, które według twórców miały nadać filmowi bardziej realistyczny dokumentalny charakter.

## Odbiór

### Wyniki finansowe
Film zarobił na całym świecie około 115 milionów dolarów przy deklarowanym budżecie poniżej 15 milionów. W samych Stanach Zjednoczonych produkcja przyniosła zysk w wysokości ponad 56 milionów dolarów, stając się najlepiej zarabiającym japońskim filmem w historii.

### Opinie
Godzilla Minus One był powszechnie chwalony zarówno przez krytyków filmowych, jak i widzów w kinach. Według serwisu Rotten Tomatoes, 98% recenzji dziennikarzy i opinii publiczności było pozytywnych. Film niejednokrotnie nazywano najlepszą odsłoną serii o Godzilli.

### Nagrody i nominacje
| Nagroda                                 | Kategoria                      | Odbiorca                                                           | Wynik     | Źródło        |
| --------------------------------------- | ------------------------------ | ------------------------------------------------------------------ | --------- | ------------- |
| Nagroda Akademii Filmowej               | Najlepsze efekty specjalne     | Takashi Yamazaki, Kiyoko Shibuya, Masaki Takahashi, Tatsuji Nojima | Wygrana   | [ 26 ] [ 27 ] |
| Nagroda Japońskiej Akademii Filmowej    | Film roku                      | Godzilla Minus One                                                 | Wygrana   | [ 28 ]        |
| Nagroda Japońskiej Akademii Filmowej    | Najlepszy reżyser              | Takashi Yamazaki                                                   | Nominacja | [ 28 ]        |
| Nagroda Japońskiej Akademii Filmowej    | Najlepszy scenariusz           | Takashi Yamazaki                                                   | Wygrana   | [ 28 ]        |
| Nagroda Japońskiej Akademii Filmowej    | Najlepszy aktor                | Ryūnosuke Kamiki                                                   | Nominacja | [ 28 ]        |
| Nagroda Japońskiej Akademii Filmowej    | Najlepsza aktorka              | Minami Hamabe                                                      | Nominacja | [ 28 ]        |
| Nagroda Japońskiej Akademii Filmowej    | Najlepsza aktorka drugoplanowa | Sakura Andō                                                        | Wygrana   | [ 28 ]        |
| Nagroda Japońskiej Akademii Filmowej    | Najlepsze zdjęcia              | Kōzō Shibasaki                                                     | Wygrana   | [ 28 ]        |
| Nagroda Japońskiej Akademii Filmowej    | Najlepsza muzyka               | Naoki Satō                                                         | Nominacja | [ 28 ]        |
| Nagroda Japońskiej Akademii Filmowej    | Najlepsze oświetlenie          | Nariyuki Ueda                                                      | Wygrana   | [ 28 ]        |
| Nagroda Japońskiej Akademii Filmowej    | Najlepsza scenografia          | Anri Jōjō                                                          | Wygrana   | [ 28 ]        |
| Nagroda Japońskiej Akademii Filmowej    | Najlepszy dźwięk               | Hisashi Takeuchi                                                   | Wygrana   | [ 28 ]        |
| Nagroda Japońskiej Akademii Filmowej    | Najlepszy montaż               | Ryūji Miyajima                                                     | Wygrana   | [ 28 ]        |
| Nagroda Błękitnej Wstęgi                | Najlepszy film                 | Godzilla Minus One                                                 | Wygrana   | [ 29 ]        |
| Nagroda Błękitnej Wstęgi                | Najlepszy reżyser              | Takashi Yamazaki                                                   | Nominacja | [ 29 ]        |
| Nagroda Błękitnej Wstęgi                | Najlepszy aktor                | Ryūnosuke Kamiki                                                   | Wygrana   | [ 29 ]        |
| Nagroda Błękitnej Wstęgi                | Najlepsza aktorka drugoplanowa | Minami Hamabe                                                      | Wygrana   | [ 29 ]        |
| Azjatyckie Nagrody Filmowe              | Najlepsza aktorka drugoplanowa | Minami Hamabe                                                      | Nominacja | [ 30 ] [ 31 ] |
| Azjatyckie Nagrody Filmowe              | Najlepsze efekty specjalne     | Takashi Yamazaki, Kiyoko Shibuya, Masaki Takahashi, Tatsuji Nojima | Wygrana   | [ 30 ] [ 31 ] |
| Azjatyckie Nagrody Filmowe              | Najlepszy dźwięk               | Natsuko Inoue                                                      | Wygrana   | [ 30 ] [ 31 ] |
| Nagrody filmowe Mainichi                | Nagroda za doskonałość         | Godzilla Minus One                                                 | Nominacja | [ 32 ]        |
| Nagrody filmowe Mainichi                | Najlepszy reżyser              | Takashi Yamazaki                                                   | Nominacja | [ 32 ]        |
| Nagrody filmowe Mainichi                | Najlepsza muzyka               | Naoki Satō                                                         | Nominacja | [ 32 ]        |
| Nagrody filmowe Mainichi                | Najlepsze nagranie             | Hisashi Takeuchi                                                   | Nominacja | [ 32 ]        |
| Nagrody filmowe Mainichi                | Najlepsza scenografia          | Asato Kamijō                                                       | Wygrana   | [ 32 ]        |
| Nagrody filmowe Mainichi                | Najlepsze zdjęcia              | Kōzō Shibasaki                                                     | Nominacja | [ 32 ]        |
| Austin Film Critics Association Awards  | Najlepszy film                 | Godzilla Minus One                                                 | Nominacja | [ 33 ]        |
| Austin Film Critics Association Awards  | Najlepszy film międzynarodowy  | Godzilla Minus One                                                 | Wygrana   | [ 33 ]        |
| Chicago Film Critics Association Awards | Najlepsze efekty wizualne      | Godzilla Minus One                                                 | Wygrana   | [ 34 ]        |
| Chicago Film Critics Association Awards | Najlepszy filmy zagraniczny    | Godzilla Minus One                                                 | Nominacja | [ 34 ]        |